# Zatox

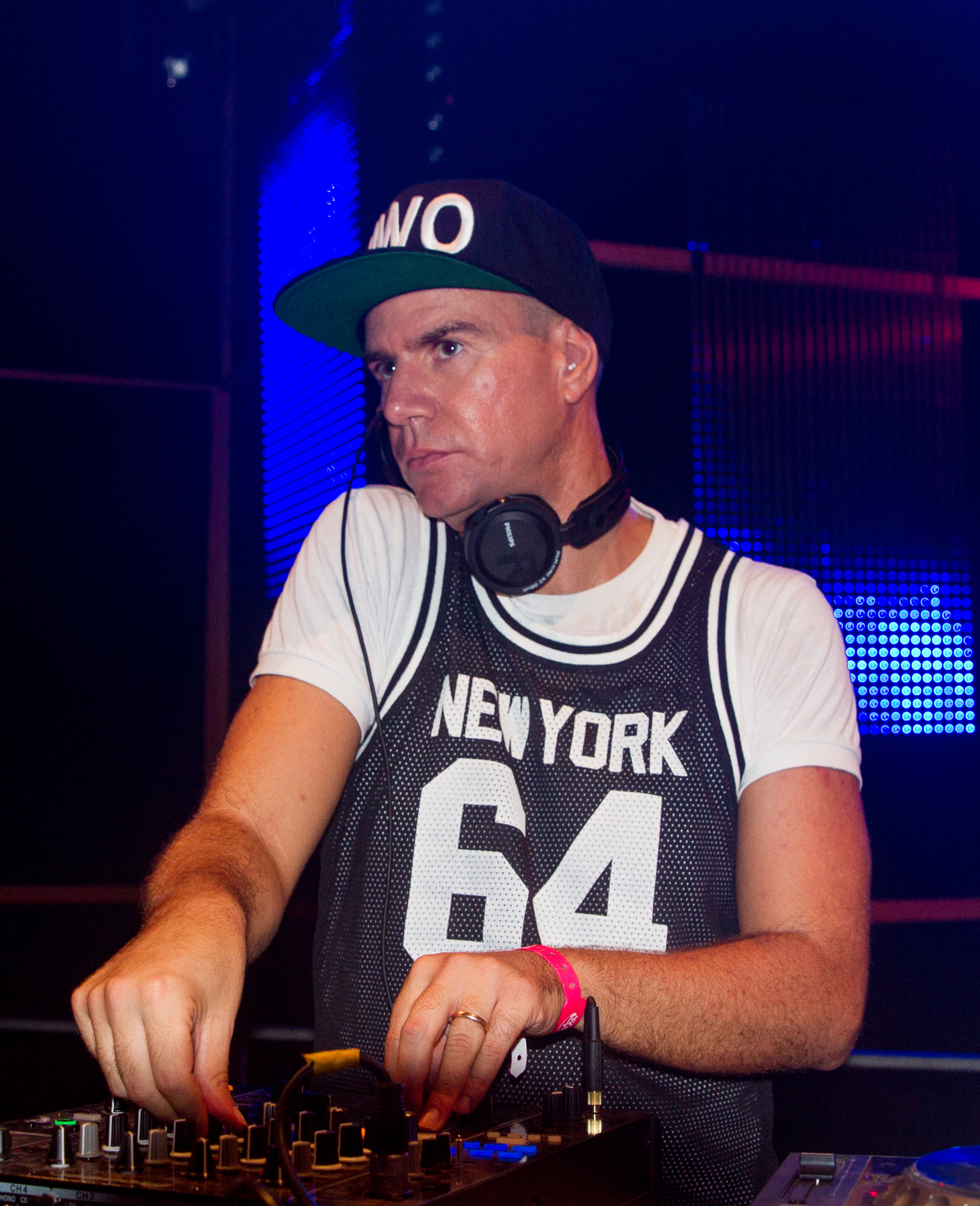
Gerardo Roschini beim 14. Airbeat-One Dance Festival 2015

Zatox (bürgerlich: Gerardo Roschini; * 17. November 1975 in Tivoli) ist ein italienischer Hardstyle-DJ und Produzent.

## Karriere
Seine Karriere begann in den späten 1990er Jahren, in denen er anfing, seine eigene Musik zu produzieren. Er trat damals unter den Pseudonymen Supaboyz, Smashing Guys, Ironblood und Machinehead auf.
Im Laufe der Jahre wurde Roschini in Hardstyle-Kreisen immer bekannter und somit auch erfolgreicher. Sein Stil, auch als Italian Hardstyle bekannt, kombiniert Hardstyle mit klassischer Musik, was auch Fans aus anderen Genres auf ihn aufmerksam machte. Somit wurde er von Eventveranstaltern wie Q-Dance, Bassevents und b2s gebucht, um seine Musik den Fans live zu überbringen. Er spielt regelmäßig auf Gigs wie Defqon.1, Qlimax, Q-Base, Hard Bass, Decibel Outdoor und InQontrol. Aktuell steht er bei Dirty Workz unter Vertrag.
Roschini gründete 2010 das Musiklabel Italian Hardstyle.
Anfang 2013 präsentierte er sein zweites Label, Unite Records.
Mitglieder dieses Labels sind:
- Zatox
- Kronos
- The R3belz
- Drone
- Raxtor
- Typhoon

Am 24. November 2022 verkündete Roschini, dass er sich in Zukunft wieder auf Italian Hardstyle fokussiert. Songs werden wie in der Vergangenheit über das Label Scantraxx veröffentlicht.

## Merkmale
Zatox ist bekannt für seine dunklen Sounds, die zwischen dunkler Atmosphäre, hellen, klassischen und italischen Streichern wandeln. Viele von ihm produzierte Songs lassen sich, aufgrund der Härte, auch im Bereich Rawstyle kategorisieren.
Er ist einer der wenigen, die ein Hardstyle Bassdrum auf 2 Distortions teilen.

## Diskografie

### Alben
- New World Order (2014)
- Oxygen (2017)
- Origins of Hardstyle (2020)
- Past. Present. (2020)
- Unstoppable (2023)

### Singles
2003
- Piper Cut / After Shock / Cluster Attack
- Take Off / Kamioka / Crescent Slash / Eternity Life

2005
- Apocalypse
- Overdose / Drop The Ghetto Blaster / Good Vibration / Ugimex

2006
- Bad Time / Mofoklub
- Tanz Elektric / Wishmaster / Scanner

2007
- Can’t Stop / So Fight (mit Activator)
- Get Drunk / I Am What I Play (mit Activator)
- Don’t Let It Go (mit Activator)

2008
- Still Drunk / Freedom (mit Activator)
- Prozaxxx (feat. The Prophet)
- So High / Feel The Bass

2009
- Master And Slave (presents Vyolet)
- Gangsta / Love Theme From The Godfather (feat. Tatanka)
- Vintage / The Noisemaker / I Hate U / Storm (mit A-lusion)
- Can You Feel It (mit Zenith)
- Oxygen (mit Activator)
- Choir / Pumping Blood (meets The R3bels)

2010
- Ear Fucking / Andromeda / Creation / Drop The Track
- Raw Style (feat. Nikkita) / The Crew (feat. Vamper) / Poltergeist (feat. Nikkita) / How Much Can U Take

2011
- A New Dimension / No One Excluded (mit A-lusion)
- Kickin’ Ass / Loops & Things (feat. Tatanka)
- Hard Bass (Official Hard Bass 2011 Anthem) (mit Tatanka pres. Wild Motherfuckers)
- Uocciu Fink (feat. Activator)
- Irreplaceable / Can’t Hold Us Back (feat. Sarah Maria)
- Old Skool (mit Zany)
- Audio Attack (mit Coone)
- Indoctrination (feat. Ran-D)
- Madhouse (mit D-Block & S-te-Fan)
- Unborn / Another Level
- No Way Back (Qlimax Anthem)
- Odissea 2011 / Revolution (mit The R3belz & Vamper)

2012
- Winter
- It Must Be (mit Max Enforcer)
- My Life
- Unite
- Fuck You Up
- The Legend / Opera
- D.E.C.I.B.E.L (Official Decibel 2012 Anthem)

2013
- Good & Evil (mit The R3belz)
- Check Out The Drop
- Action (mit Villain)
- You Make The Change
- Fight The Resistance (mit Brennan Heart)

2014
- Red Alert

2016
- Sunlight

2017
- Basswall (mit Le Shuuk)R
- Hero
- Survive

 2019 
- We Are One
- Hasta de la Muerte (mit Dave Revan)
- Rock da House
- Fall Down
- I Wann Go (mit Dave Revan)
- Animals
- Cocaine Monster
- Freedom Is Fire
- This Is Italy

 2020 
- Russian Empire
- Deep Inside
- Wolves
- Let Me See Ya
- Headbangerz

 2021 
- Rave Again (mit Zyon)
- 50 Shades (mit Warface)
- I Like to Move It (mit Coone)
- Kickmaster
- COVID-19 (I Hate You)
- Future Bass (mit Audiofreq)
- I’m On Faya

 2022 
- Unleash the Fire (mit Sound Rush)
- Psycho Style (mit Dave Revan, Zyon)
- Machines (mit Max P.)
- The Cube
- Eat my Shit